# Beloved Enemy
Beloved Enemy ist eine deutsche Dark-Rock-Band.

## Bandgeschichte
Beloved Enemy wurde im Jahr 2006 von Gitarrist/Produzent Peter Kafka gegründet. Nachdem Peter Müller nach 15 Jahren bei Fiddler’s Green (dort als Peter Pathos, bei Beloved Enemy als Peter Kafka) aussteigt, schreibt er neue Songs, die sich stilistisch stark vom Material der alten Band unterscheiden und für die er sich auf die Suche nach einem Sänger macht. Den findet er in Person von Andrew Witzke, einen gebürtigen US-Amerikaner, der in Nürnberg die zu dieser Zeit die Bar „Soho“ betreibt und dort auch als Ski-King Karaoke-Abende veranstaltet. Als Drummer holen sich die beiden Martin „Dog“ Kessler in die Band, der als Studio- und Live-Drummer bereits große Erfahrung hat und auch Mitglied bei H-Blockx war und inzwischen bei Abwärts und Ski’s Country Trash spielt. Die zweite Gitarre übernimmt zunächst Ron Rauscher und der Purify Basser Eddy rundet das Line-up ab. Anfang 2008 kommt es zum Wechsel an der zweiten Gitarre, seitdem ist Chai Deveraux (Jesus On Extasy) fünftes Bandmitglied.
Mit dem Song Virus Undead steuern Beloved Enemy den Titeltrack zum Film Virus Undead bei, in dem Ski-King auch eine Rolle übernimmt. Auch für den Film Ludgers Fall stellen Beloved Enemy ein Stück namens The Other Side zur Verfügung. Für beiden Songs werden auch Videos abgedreht. Das Debüt Enemy Mine erscheint im April 2007 beim Twilight Vertrieb und wenig später hat die Band auf dem WGT 2007 ihr Livedebüt. Es folgen zahlreiche, weitere Auftritte wie etwa im Rahmen der Popkomm in Berlin oder auf Festivals wie dem Summer Breeze, Rock Harz oder Wacken Rocks South.
Das zweite Album hat den Titel Thank You For The Pain und erscheint 2011.
Am 13. Juli 2013 spielen sie auf dem Castle Rock Festival und geben dort die Auflösung der Band bekannt. Zwar kündigen sie am 12. August 2014 auf ihrer Facebook-Seite einen weiteren und finalen Auftritt auf dem Castle Rock 2015 an, müssen diesen aber aus gesundheitlichen Gründen absagen: Peter Pathos ist nach einem Zeckenbiss an Borreliose erkrankt und muss für insgesamt zwei Jahre das Gitarrespielen komplett aufgeben. Es dauert relativ lange, bis er sich davon wieder erholt hat doch dann steht einer Reunion nichts mehr im Weg.
Im Mai 2019 wird bekannt, dass die Band in der letzten Besetzung auf dem Castle Rock Festival 2020 spielen wird und bereits an neuen Songs arbeitet. Von allen Bandmitglieder gibt es kurz darauf Videobotschaften an die Fans, die über Facebook veröffentlicht werden und ein Wiederaufleben der Band signalisieren. Die Corona-Pandemie macht Auftritte aber unmöglich und so beginnt Peter Pathos damit, ein paar Songs in akustischer Form neu zu arrangieren und aufzunehmen. Die EP Another Side erscheint am 30. Januar 2021 und enthält vier bekannte Songs im neuen Gewand und die Videosingle Mother.
Das dritte Album Back From The Other Side ist für den Spätsommer/Herbst 2021 angekündigt.
2023 steuerten Beloved Enemy zwei Songs dem Soundtrack des Hörspiels „Wolfy“ bei. Zudem sind Sänger Ski-King und Gitarrist Peter Kafka in diesem Hörspiel in kleinen Cameos zu hören.

## Stil
Die Band sieht sich selbst inspiriert von Trent Reznor, Rob Zombie, Rammstein, The 69 Eyes, Joy Division, Type O Negative, Paradise Lost, Danzig, The Cult, HIM, Black Sabbath, Black Label Society, Motörhead und Elvis Presley.

## Diskografie
- 2007: Enemy Mine (Twilight Vertrieb)
- 2011: Thank You for the Pain (Rodeostar Records)
- 2021: Another Side (EP, Hellmotors)